# Montaldo Roero
Montaldo Roero är en ort och kommun i provinsen Cuneo i regionen Piemonte i Italien. Kommunen hade 846 invånare (2018).